# Franz Oeser
Franz Oeser (Bécs, Osztrák–Magyar Monarchia, XIX. sz.) osztrák zongorakészítő-mester.

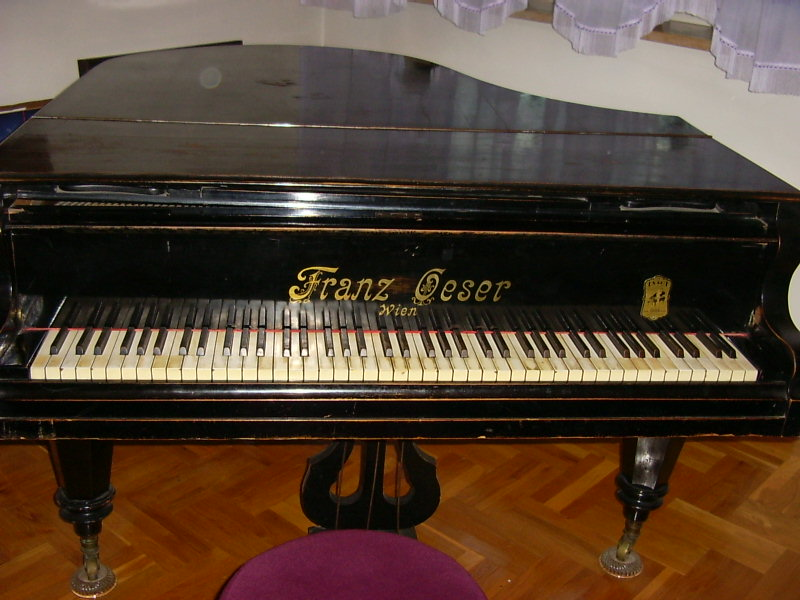
Franz Oeser rövidzongorája

## Életpályája
Születési- és halálozási időpontjáról nincs pontos információnk, a rendelkezésre álló adatok szerint Bécsben élt és alkotott.

## Zongorái
A XIX. századi Bécsben családi vállalkozás keretében gyártott zongorákat egészen a XX. század elejéig. Bécsi mechanikás, páncéltőkés rövidzongorája kitüntetést kapott az 1878-as párizsi- és az 1880-as melbourne-i kiállításon.
Zongorái klasszikus vonalvezetésük mellett kellemes és erős hangjukról, valamint gazdagon faragott kottatartójukról ismerhetők fel. Elsősorban a Monarchia piacaira szállított (hazai vezérképviselete a Lyra Hangszerkereskedelmi Rt. volt), de termékei eljutottak Németországba, Olaszországba, sőt a tengerentúlra is. A gyártási minőséget mutatja, hogy a százéves hangszerekből a mai napig fel-felbukkan néhány a hazai és környező országbeli aukciós oldalakon.